# Krzysztof Pasierbiewicz
Krzysztof Wojciech Pasierbiewicz (ur. 3 sierpnia 1944 w Sierszy) – polski geolog, pisarz i bloger.

## Życiorys
Od roku 1948 mieszka w Krakowie. Jego ojciec Michał (1908–1952), dyrektor elektrowni w Sierszy i oficer Armii Krajowej, zmarł w wyniku prześladowań Urzędu Bezpieczeństwa. Jest absolwentem (1962) III Liceum Ogólnokształcącego im. Jana Kochanowskiego w Krakowie. Ukończył studia geologii i uzyskał doktorat (1980) nauk technicznych z zakresu geologii (sedymentologia doświadczalna) w Akademii Górniczo-Hutniczej w Krakowie, gdzie pracował do roku 2009. Jest znawcą naukowej (geologicznej) terminologii języka angielskiego. Członek Polskiego Towarzystwa Geologicznego. Członek założyciel Akademickiego Klubu Obywatelskiego im. Prezydenta Lecha Kaczyńskiego w Krakowie.

## Twórczość
- Krzysztof Pasierbiewicz: Technical English for students of geology. Kraków: Wydawnictwo Akademii Górniczo-Hutniczej, 2003. Drugie wydanie ukazało się pod tytułem Geological English w roku 2009, ISBN 978-83-7464-254-5
Podręcznik akademicki wyróżniony przez UNESCO International Centre for Engineering Education[9].
- Krzysztof Pasierbiewicz: Epopeja helskiej balangi – GRUPA. Kraków: Krzysztof Pasierbiewicz i Poligraf Centrum Druku, 2006 (opracowanie bibliofilskie[10] w nakładzie 700 egz. na papierze GardaPat[11] 150 g, oprawa ręczna).
Albumowy zapis dziejów nieformalnej GRUPY warszawsko-krakowsko-łódzkiej skupiającej znane postacie środowiska artystyczno-naukowo-biznesowego wypoczywające rokrocznie na Mierzei Helskiej od czasów przedwojennych[12][13]. Edycja ta uczestniczyła w finale VIII Międzynarodowego Festiwalu Sztuki Książki w Łodzi[14].
- Krzysztof Pasierbiewicz: Podaj hasło! Kraków: Krzysztof Pasierbiewicz i Centrum Druku Graf, 2008, ISBN 978-83-927038-0-8
Humorystyczna książka wspomnieniowa[15] będąca zbiorem anegdot z życia krakowskiego środowiska naukowo-artystyczno-biznesowego okresu 1960-2008[16][17].
- Krzysztof Pasierbiewicz: Magia namiętności. Kraków: Arcana, 2011, ISBN 978-83-60940-02-0
Powieść autobiograficzna o losach młodego inteligenta i miłości poddanej próbie w konfrontacji z rzeczywistością PRL[18][19].

- Jest blogerem od roku 2010. Zajmuje się tematyką społeczną i patriotyczną. Publikuje m.in. na portalu Salon24.pl. Teksty podpisuje pełnym nazwiskiem i dodatkowo hasłem „Echo24”[20].